# División de Honor de la Liga Nacional de Béisbol 2020
La División de Honor de la Liga Nacional de Béisbol 2020 es la edición número 77 de la División de Honor de béisbol, la máxima categoría de la Liga Española de Béisbol. Comenzó a disputarse en la temporada 1957-58 bajo el nombre de Liga Nacional de béisbol, teniendo como primer campeón al Hércules Las Corts.

## Equipos
| Equipo            | Estadio                          | Capacidad | Localidad                 |
| ----------------- | -------------------------------- | --------- | ------------------------- |
| Béisbol Navarra   | Instalaciones deportivas El Soto | 200       | Burlada                   |
| Astros            | Campo Federativo del Turia       | -         | Valencia                  |
| Viladecans        | Estadi Olimpic de Viladecans     | 1.500     | Viladecans                |
| Béisbol Barcelona | Estadio Pérez de Rozas           | 800       | Barcelona                 |
| Sant Boi          | Campo municipal de béisbol       | 500       | San Baudilio de Llobregat |
| San Inazio        | Polideportivo El Fango           | 200       | Bilbao                    |
| Marlins           | Centro Insular de Béisbol        | 200       | Puerto de la Cruz         |

## Clasificación
|                                                                                 | Equipo                | J  | G  | P  | PF  | PC  | DP   |
| ------------------------------------------------------------------------------- | --------------------- | -- | -- | -- | --- | --- | ---- |
| 1                                                                               | Astros Valencia       | 18 | 17 | 1  | 179 | 61  | 118  |
| 2                                                                               | Tenerife Marlins P.C. | 16 | 14 | 2  | 195 | 64  | 131  |
| 3                                                                               | San Inazio            | 14 | 10 | 4  | 108 | 82  | 26   |
| 4                                                                               | Béisbol Barcelona     | 18 | 12 | 6  | 155 | 99  | 56   |
| 5                                                                               | Viladecans            | 18 | 12 | 6  | 136 | 118 | 18   |
| 6                                                                               | Béisbol Navarra       | 18 | 7  | 11 | 126 | 145 | -19  |
| 7                                                                               | Sant Boi              | 16 | 6  | 10 | 122 | 127 | -5   |
| 8                                                                               | Astros Valencia       | 18 | 3  | 15 | 78  | 193 | -115 |
| 9                                                                               | Miralbueno Zaragoza   | 18 | 3  | 15 | 89  | 218 | -129 |
| 10                                                                              | CBS Rivas             | 18 | 2  | 16 | 111 | 192 | -81  |
| Fuente: Real Federación Española de Béisbol y Sófbol (actualización automática) |                       |    |    |    |     |     |      |